# Joaquín Acosta

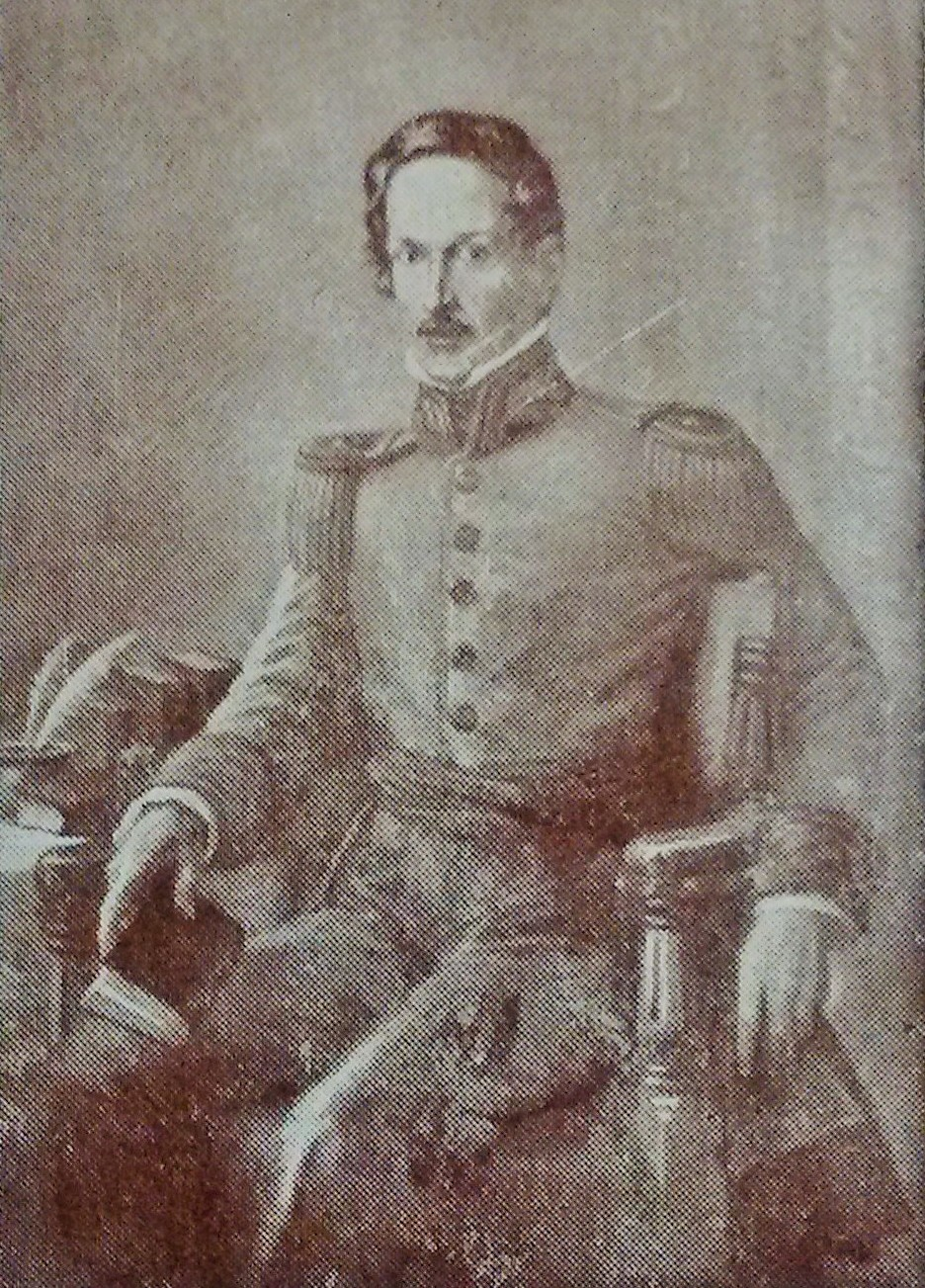
Joaquín Acosta

Joaquín Acosta (* 29. Dezember 1800 in Guaduas, Neu-Granada; † 21. Februar 1852 ebenda) war ein kolumbianischer Wissenschaftler, Historiker und Staatsmann, der sich darum bemühte, das Wissen um die frühe Geschichte seines Landes zu bewahren.

## Leben und Werk
Joaquín Acosta begann 1819 eine militärische Laufbahn und wurde Offizier in der Patriotenarmee unter Simón Bolívar. In der Folge wurde er Mitglied sämtlicher wissenschaftlicher und zivilgesellschaftlicher Gesellschaften, die zu seinen Lebzeiten in Kolumbien gegründet wurden, und unterstützte großzügig die Nationalbibliothek. Von 1826 bis 1830 lebte und studierte er in Paris, wo Alexander von Humboldt ihn in die Académie des sciences einführte. Zu verschiedenen Zeitpunkten war er General, diplomatischer Gesandter, Außenminister und Mitglied des Kongresses; 1842 war er Botschafter in Washington, D.C.
1841 äußerte er zum ersten Mal seine Absicht, einige der Chroniken, die aus der Zeit der spanischen Entdeckung und Kolonialisierung stammten, neu zu drucken, gab seinen Plan aber auf, da er erkannte, dass die Berichte unvollständig, sachlich ungenau und in der Sprache archaisch waren. Um das zu erfüllen, was er als bürgerliches Bedürfnis betrachtete, verfasste er sein Compendio histórico del descubrimiento y colonización de la Nueva Granada en el siglo décimosexto („Historisches Kompendium der Entdeckung und Kolonisierung von New Granada im 16. Jahrhundert“), das 1848 in Paris veröffentlicht wurde; eine kolumbianische Ausgabe erschien erst 1901. Dieses Werk behandelt in 20 Kapiteln die ereignisreichen Jahre von Christoph Kolumbus’ ersten Landgängen und Erkundungen auf dem Festland im Jahr 1498 bis zum Tod des Eroberers von Neu-Granada, Gonzalo Jiménez de Quesada, im Jahr 1579. Die Darstellung basiert zum Teil auf Acostas Recherchen in kolumbianischen Archiven, zum Teil auf seinen Forschungen im Archivo General de Indias in Sevilla und zum Teil auf seinen Reisen durch Kolumbien während militärischer Operationen. Acosta verfasste auch viele kürzere historische und wissenschaftliche Werke.

## Schriften
- Relation de l’éruption boueuse sortie du volcan de Ruiz et de la catastrophe de Lagunilla. In: Académie des sciences (Hrsg.): Comptes Rendus, Jg. 1846 (1846), S. 709–710.
- Mapa de la Nueva Granada. 1847.
- Compendio histórico del descubrimiento y colonización de la Nueva Granada en el siglo décimosexto. 1848 (und weitere Auflagen).
- Lecciones de jeolojía. 1850.
- Itinerario descriptivo del Magdalena al uso de los viajeros en el vapor. 1851.
- Almanaque para el año bisiesto de 1852. Acompañado de algunas máximas jenerales que deben observar los ciudadanos a quienes toca desempeñar el cargo de Jurados. 1851.